# Jacinto Jijón y Caamaño
Jacinto Jijón y Caamaño (Quito, 1890 – ibídem, 1950) III comte de Casa Jijón, va ser un polític, historiador, arqueòleg i col·leccionista d'art equatorià. En 1946 es va convertir en el primer alcalde modern de la ciutat de Quito, encara que ja havia ocupat el càrrec de President del Consell Municipal, en 1934.

## Biografia
Va néixer a la ciutat de Quito l'11 de desembre l'any 1890. Fill de Manuel Jijón i Larrea i de Dolores Caamaño i Almada. Els seus cognoms Jijón Caamaño els va unir amb la inclusió "i" per ser costum de l'època l'usar cognoms composts, per la qual cosa va modificar el seu cognom unint el patern amb el matern. Va estar emparentat amb l'expresident Antonio Flores Jijón. El seu oncle el Major de l'Exèrcit de l'Equador Fernando Jijón, germà del seu pare, és el patriarca de la família Jijón de Guayaquil i pare de Don Mario Jijón Peñaherrera, Fernando Jijón Merisalde va separar els seus béns familiars per una disputa amb el seu cosí minusvàlid Carlos Jijón. D'allí es diferencien els cognoms però Jijón és el cognom original i Jijón i Caamaño un cognom modificat per a fins fonètics que requerien la venda de títols nobiliaris d'aquella època. Va començar els seus estudis en la Universitat de Quito (avui Universitat Central de l'Equador) en dret fins que va partir a Europa a estudiar idiomes, indispensables per a continuar amb la labor científica i acadèmica que seria la seva passió durant tota la seva vida. De retorn a l'Equador va fundar la Societat Equatoriana d'Estudis Catòlics prenent la posta de l'historiador Arquebisbe Federico González Suárez al qual va conèixer als 16 anys d'edat.
Fundat el Butlletí de la Societat Equatoriana d'Estudis Històrics americans en 1918, elevada molt després aquesta a l'alta categoria d'Acadèmia Nacional, Jijón, President i protector d'ella, va publicar, en cada número, sàvies monografies que anaven esclarint diversos aspectes ignorats o superficialment coneguts de la prehistòria equatoriana i continental i va fer, a l'una, crida eficaç a tots els especialistes d'Amèrica perquè donessin a la llum, en el mateix òrgan, el resultat dels seus treballs, perquè estava convençut que ni la història, ni la prehistòria lliurarien els seus secrets sinó en virtut de la labor tesonera i solidària de tots els investigadors d'Amèrica.

### Arqueòleg i filantrop
Entre 1912 i 1916 va estar a Europa assistint a congressos, visitant arxius, biblioteques i relacionant-se amb científics de l'època, antropòlegs i arqueòlegs. A través dels seus estudis estratigràfics, va definir la primera seqüència cultural de l'Equador precolombí. El seu concepte difusionista, interpreta el desenvolupament dels habitants d'aquestes terres com el resultat d'influències culturals dels Andes centrals i Centreamèrica. Va definir les cultures: Proto- Panzaleo, Panzaleo, Tuncahuán i Puruhá. Va contribuir a definir millor les cultures: Imbabura, Manteño-Huancavilca i Inca. Va ser gran amic de l'arqueòleg i investigador alemany Max Uhle a qui va convidar a l'Equador i amb qui va realitzar alguns treballs de recerca.
Va realitzar excavacions arqueològiques des de 1912 a la serra, a Manabí. El seu desterrament de l'Equador el va conduir a Lima, el Perú, on entre el 15 de març i l'11 de juliol de 1925 va fer excavacions en el Complex Maranga de l'antiga Cultura Lima. Després va passar al Cusco, on va viure entre 1926 i 1928 i, finalment, va visitar Tiahuanaco a Bolívia abans de tornar a l'Equador, en 1929.
També cal destacar que Jijón i Caamaño va compartir el seu temps entre la ciència i la política, en la qual va arribar a ocupar les més altes situacions: Cap de partit, Senador, membre de la Junta Consultiva de Relacions Exteriors, primer Alcalde de Quito, candidat a la Presidència de la República, etc.

## Obres i investigacions
- El examen crítico de la veracidad de la historia del Reino de Quito.
- Un cementerio incásico en Quito y notas acerca de los Incas en Ecuador.
- Contribución al conocimiento de las lenguas indígenas que se hablaron en el Ecuador interandino y occidental: con anterioridad a la conquista española; ensayo provisional ... 1919 - 76 páginas.
- Puruhuá, contribución al conocimiento de los aborígenes de la provincia del Chimborazo (1921-1924).
- Quito y la independencia de América. Imprenta de la Universidad Central. Quito, 1922 - 85 páginas.
- La Edad del Bronce en América del Sur. Imprenta de la Universidad Central. Quito, 1922 - 8 páginas.
- Influencia de Quito en la emancipación del continente americano: La independencia (1809-1822). Imprenta de la Universidad Central. Quito, 1924 - 55 páginas (en coautoría con la Academia Nacional de Historia del Ecuador.
- Notas de Arqueología cuzqueña (1928).
- Política Conservadora (2 volúmenes 1929 y 1934).
- La religión del imperio de los incas: Compendio historial del estado de los indios del Perú. Escuela Tipografía Salesiana, 1931.
- Sebastián de Benalcázar (1937).
- El Ecuador Interandino y Occidental (1941) (cuatro tomos).
- La expedición floreana de 1846. Talleres del Diario La Patria, 1943 - 20 páginas.
- Historia de la llamada "Acequia de los Caciques": en Urcuquí. Editorial Colón, 1944 - 12 páginas.
- Maranga: Contribución al conocimiento de los aborígenes del Valle del Rimac, Perú. La Prensa Católica,, 1949 - 511 páginas.
- Antropología Prehispánica del Ecuador (obra póstuma publicada por su esposa en 1952).
- Política conservadora (dos tomos).